# Francières (Somme)
Francières és un municipi francès situat al departament del Somme i a la regió dels Alts de França. L'any 2007 tenia 177 habitants.

## Demografia

### Població
El 2007 la població de fet de Francières era de 177 persones. Hi havia 66 famílies de les quals 8 eren unipersonals (4 homes vivint sols i 4 dones vivint soles), 23 parelles sense fills i 35 parelles amb fills.
La població ha evolucionat segons el següent gràfic:
Habitants censats

### Habitatges
El 2007 hi havia 72 habitatges, 64 eren l'habitatge principal de la família, 4 eren segones residències i 4 estaven desocupats. Tots els 72 habitatges eren cases. Dels 64 habitatges principals, 57 estaven ocupats pels seus propietaris, 6 estaven llogats i ocupats pels llogaters i 1 estava cedit a títol gratuït; 1 tenia una cambra, 8 en tenien tres, 12 en tenien quatre i 44 en tenien cinc o més. 46 habitatges disposaven pel capbaix d'una plaça de pàrquing. A 20 habitatges hi havia un automòbil i a 39 n'hi havia dos o més.

### Piràmide de població
La piràmide de població per edats i sexe el 2009 era:
| Homes | Edats   | Dones |
| ----- | ------- | ----- |
| 0     | 95 o +  | 0     |
| 0     | 90 a 94 | 0     |
| 0     | 85 a 89 | 0     |
| 0     | 80 a 84 | 0     |
| 0     | 75 a 79 | 0     |
| 4     | 70 a 74 | 8     |
| 0     | 65 a 69 | 4     |
| 12    | 60 a 64 | 4     |
| 4     | 55 a 59 | 8     |
| 0     | 50 a 54 | 4     |
| 4     | 45 a 49 | 0     |
| 0     | 40 a 44 | 4     |
| 8     | 35 a 39 | 12    |
| 8     | 30 a 34 | 0     |
| 4     | 25 a 29 | 4     |
| 0     | 20 a 24 | 0     |
| 0     | 15 a 19 | 0     |
| 8     | 10 a 14 | 12    |
| 4     | 5 a 9   | 0     |
| 4     | 0 a 4   | 0     |

## Economia

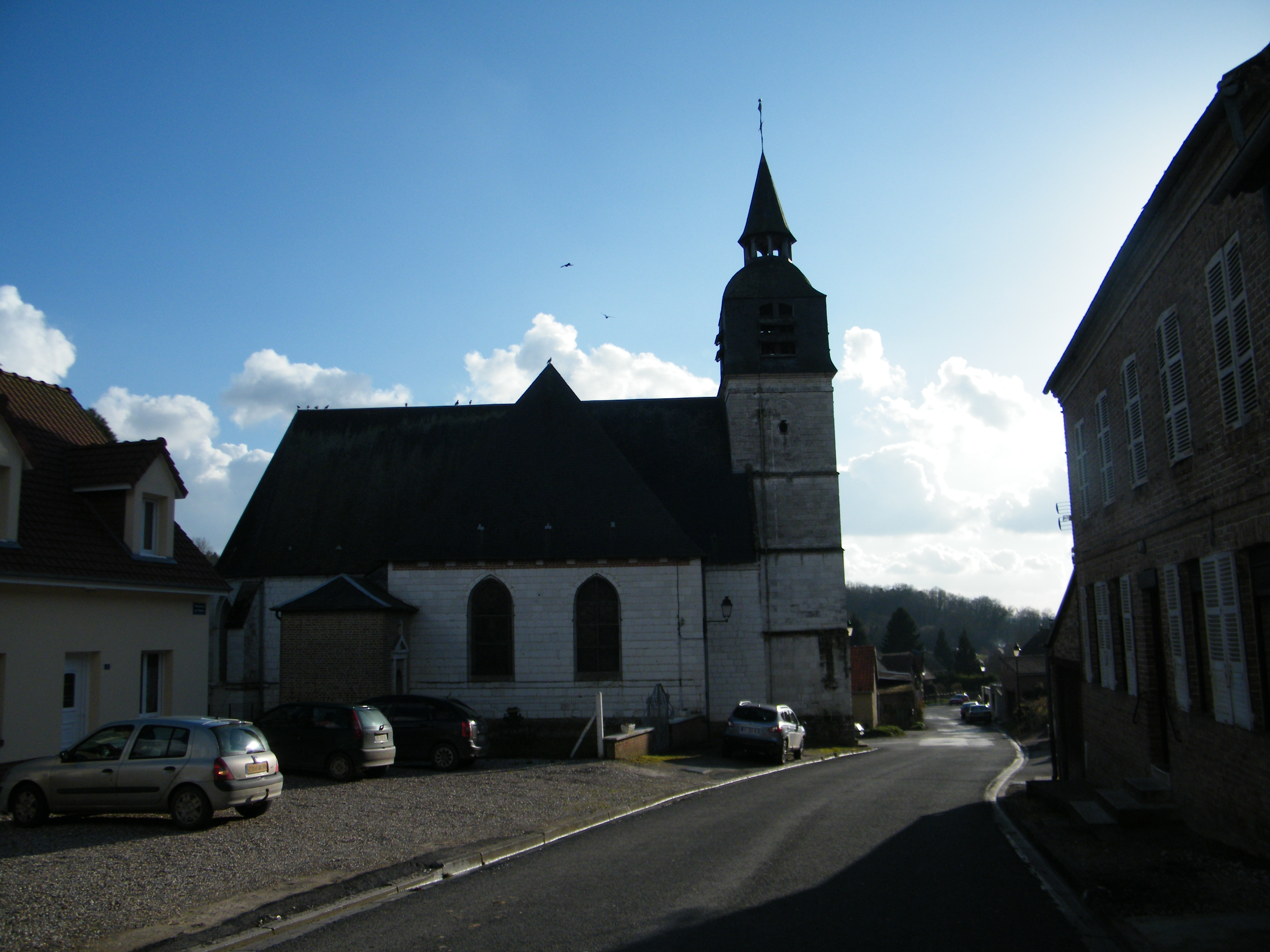
Església

El 2007 la població en edat de treballar era de 106 persones, 74 eren actives i 32 eren inactives. De les 74 persones actives 72 estaven ocupades (38 homes i 34 dones) i 2 estaven aturades (2 dones i 2 dones). De les 32 persones inactives 11 estaven jubilades, 14 estaven estudiant i 7 estaven classificades com a «altres inactius».

### Ingressos
El 2009 a Francières hi havia 66 unitats fiscals que integraven 179 persones, la mediana anual d'ingressos fiscals per persona era de 18.736 €.

### Activitats econòmiques
Dels 3 establiments que hi havia el 2007, 1 era d'una empresa extractiva, 1 d'una empresa de construcció i 1 d'una empresa financera.
L'únic servei als particulars que hi havia el 2009 era una empresa de construcció.
L'any 2000 a Francières hi havia 6 explotacions agrícoles.

## Poblacions més properes
El següent diagrama mostra les poblacions més properes.